# Роздольненський заказник
Роздо́льненський — геологічний заказник загальнодержавного значення. Розташований у Старобешівському районі Донецької області біля села Роздольне та поблизу траси Донецьк—Новоазовськ.
Статус заказника присвоєно постановою Ради Міністрів УРСР від 28 жовтня 1974 року. № 500. Площа — 100 га.
У Роздольненському заказнику розташоване оголення верхньодевонських відкладень і карбонатної товщі нижнього карбону. Девонські відкладення в заказнику сягають потужності в 500 метрів.
Раздольненське оголення розташоване в зоні зчленування Донецького кряжа та Приазовського кристалічного масиву.
Виходи порід починаються біля села Роздольне і продовжують простежуватися на 4-5 кілометрів вгору за течією річки Мокра Волноваха.
Оголення заказника знизу складені з вивержених вулканічних порід. Вище них містяться грубозернисті пісковики конгломерати з гальки і обкатаних валунів. Вище них міститься товща з сірих, зеленувато-сірих і конгломератних пісковиків.
У девонських відкладах заказника часто трапляються відбитки рослин і морських тварин. В деяких місцях девонські відкладення перекриті карбоновими відкладеннями. На південному заході Роздольненського заказника утворилася карстова область у нижньокарбонових вапняках.
Місцеві струмки і річка Суха Волноваха збігають з височин, а на місці карстової області йдуть під землю і знову виходять з-під землі за її територією.
У Роздольненському заказнику проходять навчальну практику студенти-геологи і студенти-геофізики. Також в заказнику проводяться екскурсії.